# Камбоджийско-испанская война
Камбоджи́йско-испа́нская война́ (исп. Guerra Hispano-Camboyana, кхмер. សង្គ្រាមអេស្បាញ-កម្ពុជា) — вооруженный конфликт, проходивший в 1593—1597 годах между Королевством Камбоджа и Испанской империей. Целями войны со стороны Испании были колонизация Камбоджи, установление в ней власти лояльного испанской короне монарха и обращение местного населения в христианство.
На стороне Испании в конфликте принимали участие португальцы, так как царствовавший в тот момент Филипп II был королем обеих стран. Вместе с ними присутствовали испанские филиппинцы, коренные филиппинцы, а также японские наемники.